# Amaro Pargo
Amaro Pargo, pseudonimo di Amaro Rodríguez Felipe y Tejera Machado (San Cristóbal de La Laguna, 3 maggio 1678 – San Cristóbal de La Laguna, 4 ottobre 1747), è stato un corsaro spagnolo.
Fu uno dei più famosi corsari spagnoli nell'età d'oro della pirateria.

## Biografia

### Primi anni

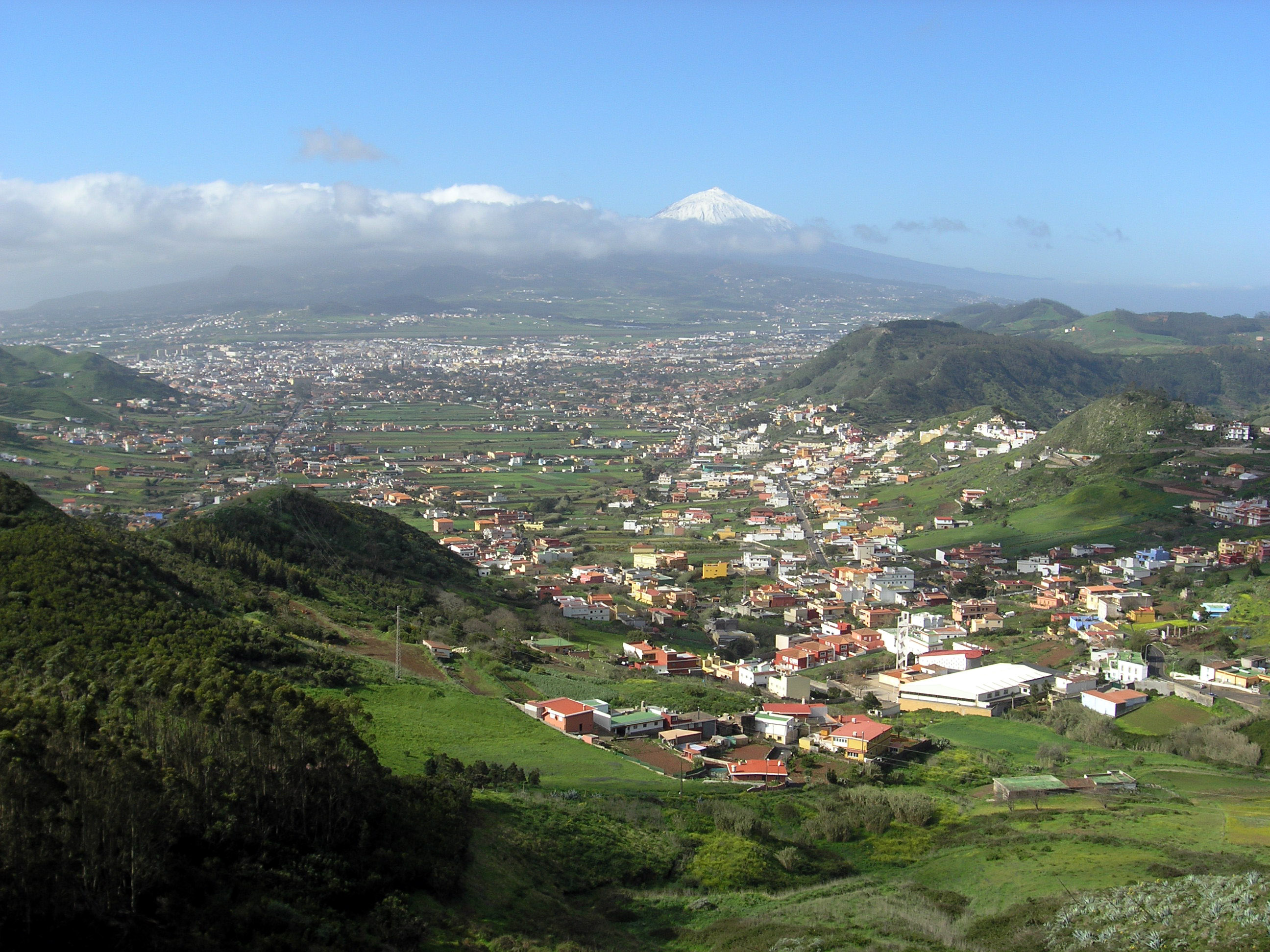
Vista panoramica di San Cristóbal de La Laguna, la città natale di Amaro Pargo.

Nacque a San Cristóbal de La Laguna, sull'isola di Tenerife (Isole Canarie) il 3 maggio 1678.
Fu battezzato da padre Manuel Hurtado Mendoza nella chiesa di Nostra Signora dei Rimedi (ora cattedrale cittadina) avendo come padrino Amaro López. Figlio di Juan Rodríguez Felipe e Beatriz Tejera Machado, Amaro ebbe 7 fratelli.
In giovinezza venne influenzato dalla presenza e dalla crescita della pirateria nelle Isole Canarie. Nel 1701 si imbarcò su una nave, l'Ave Maria, soprannominata "La Chata", che venne assalita dai pirati. Raccomandò al capitano di simulare una resa per poi intraprendere una battaglia improvvisa e uscirne vittorioso. In segno di gratitudine, il capitano diede ad Amaro una barca con la quale iniziò la sua attività. Temuto da alcuni e ammirato da altri, adattò le stive delle sue navi al trasporto degli schiavi, utilizzati per le piantagioni nei Caraibi.

### Commerciante e corsaro
Riuscì ad allestire una grande flotta e, in quanto fervente cattolico, fece importanti donazioni come beneficenza per chiese e istituzioni religiose. Ricevette una Lettera di corsa dal re di Spagna e stabilì una profonda amicizia con la suora spagnola suor Maria di Gesù. Ebbe una relazione sentimentale con la cubana María Josefa de Valdespino, dalla quale ebbe un figlio, ma non si sposò mai. Fondò una cappellania per i bisognosi e donò 3.000 reais destinati ai poveri.
Amaro operò in America dove si dedicò al commercio dei liquori che vendeva a L'Avana e Guyana e dove attaccava navi inglesi e olandesi ricche di bottino da depredare o portare in Spagna. Amaro Pargo combatté inoltre contro alcuni dei più noti pirati del suo tempo, tra cui Barbanera.
Nel 1712, Amaro Pargo catturò una nave inglese, la San Joseph, che aveva i suoi armatori a Dublino (Irlanda), comandata dal capitano inglese Alexander Westher. Tuttavia, Pargo fu accusato di non aver agito correttamente al momento di esercitare i suoi diritti di corsaro. Questo perché  aveva saccheggiato la nave e sequestrato il carico, oltre a costringere il capitano Westher seguirlo fino al porto di Santa Cruz de Tenerife, minacciando di affondarlo in caso di rifiuto. Tuttavia la cattura della nave inglese fu considerata legittima, siccome l'Inghilterra era una nazione nemica della corona spagnola.
Il monarca spagnolo Filippo V, in un decreto reale del 24 ottobre 1719, lo autorizzò a costruire una nave a Campeche. Questa nave era un mercantile armato con 58 cannoni, lungo 64 cubiti da prua a poppa e con 56 cubiti di lunghezza della chiglia, e una larghezza massima di 16. Secondo gli studi attuali, la nave divenne parte della Marina nel 1723 e si ritiene che, capitanata da Amaro Pargo, abbia saccheggiato la nave olandese Duyvelant.
Dopo avere accumulato una ingente fortuna, iniziò a compiere opere di carità, in particolare in favore dei poveri, spinto soprattutto dall'amicizia con suor Maria di Gesù. Amaro Pargo testimoniò inoltre di molti dei miracoli della suora. Divenuto l'uomo più ricco delle Canarie, il 25 gennaio 1725 fu dichiarato hidalgo (nobile) a Madrid. Ottenne la certificazione effettiva di nobiltà e di armi nel 1727.

### Morte

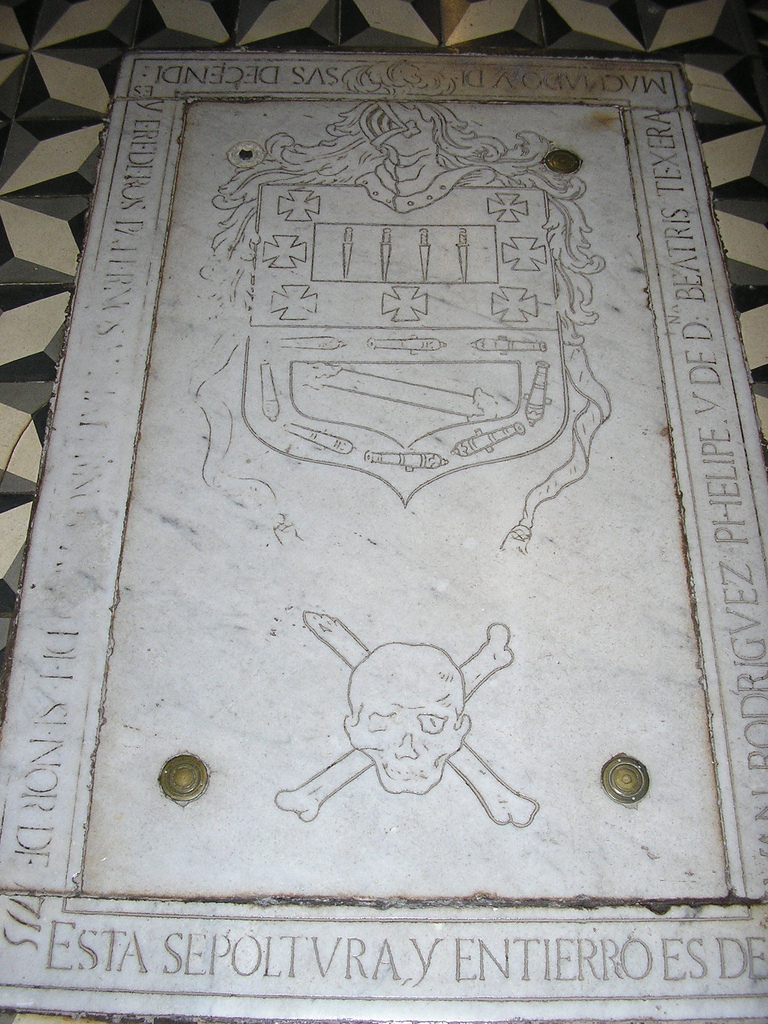
Tomba di Amaro Pargo nella Chiesa di Santo Domingo, che mette in luce il teschio e le ossa incrociate.

Morì il 4 ottobre 1747 a San Cristóbal de La Laguna, dove fu sepolto nel convento di Santo Domingo de Guzmán (ora parrocchia). Quando morì la sua eredità fu notevole, e nonostante il figlio chiedesse la propria parte il resto degli eredi obiettò.
Per via della sua lotta incessante per gli interessi della Corona spagnola contro le potenze nemiche, Amaro Pargo è stato considerato un eroe nazionale in Spagna. Dopo avere goduto della stessa reputazione di pirati come Barbanera, è stato definito «l'equivalente spagnolo di Francis Drake».

## Tesoro di Amaro Pargo
Amaro Pargo scrisse nel suo testamento di possedere una cassa contenente argento, gioielli, perle, pietre preziose, porcellane, tessuti pregiati, oro e dipinti, aggiungendo che in essa venne collocato anche un libro in pergamena, contrassegnato con la lettera "D". L'ubicazione della cassa e del libro rimase però sconosciuta e, nonostante gli sforzi e le ripetute ricerche, essi non furono mai trovati.

## Esumazione
A novembre 2013, un gruppo di archeologi ed esperti forensi dell'Università Autonoma di Madrid esumò i resti di Pargo, con finanziamenti dalla casa videoludica Ubisoft, al fine di realizzare uno studio sul pirata, tra cui test del DNA e la sua ricostruzione facciale.
La ricerca scoprì che insieme a Pargo erano stati sepolti i suoi genitori e un servitore nero. Inoltre sono stati scoperti i resti di altri sei bambini. Si ritiene che essi fossero probabilmente nipoti e pronipoti di Amaro Pargo, anche se si sa oggi che, per una vecchia consuetudine consolidata nella Spagna del XVII secolo, era abitudine seppellire i bambini morti senza Battesimo assieme a un adulto nella convinzione che ciò li avrebbe aiutati ad innalzarsi verso il cielo.